# White Crosses
Albums de Against Me!
New Wave
Singles
White Crosses est le cinquième album du groupe de punk rock Against Me! sorti le 7 juin 2010.
Il existe une version normale du cd, une version limitée avec 4 titres bonus et une version limitée iTunes avec 4 titres bonus et une chanson acoustique.
Tous les titres sont écrits et composés par Laura Jane Grace.

## Liste des titres
1. White Crosses - 3 min 36 s
2. I Was A Teenage Anarchist - 3 min 15 s
3. Because Of The Same - 4 min 21 s
4. Suffocation - 3 min 55 s
5. We'Re Breaking Up - 3 min 57 s
6. High Pressure Low - 4 min 12 s
7. Ache With Me - 3 min 38 s
8. Spanish Moss - 3 min 51 s
9. Rapid Decompression - 1 min 46 s
10. Bamboo Bones - 3 min 35 s

## Pistes bonus
Version limitée
1. One By One - 3 min 33 s
2. Bob Dylan Dream - 2 min 58 s
3. Lehigh Acres - 3 min 32 s
4. Bitter Divisions - 4 min 01 s

Deluxe version iTunes
1. One By One - 3 min 33 s
2. Bob Dylan Dream - 2 min 58 s
3. Lehigh Acres - 3 min 32 s
4. Bitter Divisions - 4 min 01 s
5. I Was A Teenage Anarchist - 3 min 38 s

## Membres
- Laura Jane Grace – Chant, guitare
- James Bowman – Guitare, chœur
- Andrew Seward – Basse, chœur
- George Rebelo – Batterie
- Butch Vig – producteur

## Charts

### Album
| Chart (2010)       | Peak position |
| ------------------ | ------------- |
| Billboard 200 (US) | 34            |
| Rock (US)          | 9             |
| Alternatif (US)    | 7             |
| Independant (US)   | -             |

### Single
| 2010 | I Was A Teenage Anarchist | 33 | 16 | 66 |